# Kamen Rider Kabuto
Kamen Rider Kabuto (jap. 仮面ライダーカブト Kamen Raidā Kabuto) – japoński serial tokusatsu, szesnasta odsłona serii Kamen Rider. Powstał przy współpracy Ishimori Productions oraz Toei Company. Emitowany był na kanale TV Asahi od 29 stycznia 2006 do 21 stycznia 2007 roku, liczył 49 odcinków. Serial powstał na 35-lecie serii Kamen Rider.
Sloganem serii są „Podążaj drogą Niebios, władaj wszystkim.” (jap. 天の道を行き、全てを司る。 Ten no michi wo iki, subete wo tsukasadoru.) oraz „Jestem sprawiedliwością” (jap. 俺が正義 Ore ga seigi).

## Fabuła
Akcja serialu rozgrywa się w alternatywnej rzeczywistości. Głównym bohaterem serialu jest Sōji Tendō, który potrafi przemieniać się w tytułowego Kabuto.
7 lat przed akcją serii w tokijską dzielnicę Shibuya uderzył meteoryt, który przyniósł ze sobą plagę humanoidalnych owadów zwanych Robalami (ang. Worm). Stały się one utrapieniem dla całej ludzkości. Przez te siedem lat Tendō trenował by posiąść moce Kamen Ridera Kabuto i walczyć z Robalami. Spotykając wielu wrogów oraz innych Riderów Tendō dąży do eliminacji potwornych istot nękających społeczeństwo. W walce od początku pomaga mu agent organizacji ZECT – Arata Kagami, który po pewnym czasie staje się Kamen Riderem Gatackiem.

## Bohaterowie

### Riderzy
- Sōji Tendō (jap. 天道 総司 Tendō Sōji) / Kamen Rider Kabuto (jap. 仮面ライダーカブト Kamen Raidā Kabuto) – główny bohater. Naprawdę nazywa się Sōji Kusakabe i ma 21 lat. Gdy miał 3 lata jego rodzice zostali zabici. Jego matka była w ciąży, miała urodzić mu siostrę Hiyori. Robale upodobniły się do ofiar, a Robal udający jego matkę urodził dziewczynkę. Sōji zamieszkał u babki i zmienił nazwisko na Tendō. Kilka lat potem urodziła mu się kuzynka, Juka, która została jego przybraną siostrą. W 1999 roku Sōji odnajduje siostrę, Robale, którzy zamordowali jego rodziców oraz pas będący podstawą systemu Kamen Ridera. Przez 7 lat trenował, by w końcu dostać możliwość używania Kabuto Zectera i posiąść zdolność przekształcania się w Kamen Ridera Kabuto. Jego celem jest zlikwidowanie wszystkich Robali. Chłopak zdecydowanie sprzeciwia się organizacji ZECT, której robi konkurencję. Tendō jest arogantem, który woli działać na własną rękę. Sądzi, że żadne prawa nie są w stanie go ograniczyć. Praktykuje filozofię ukształtowaną przez swoją babcię. Tendō uważa się za "pępek świata" i "wcielenie sprawiedliwości". Jego oczkiem w głowie jest przybrana siostra Juka, oraz Hiyori, która jak się okazuje jest jego prawdziwą młodszą siostrą. Ma tajemniczy głos, jest wyluzowany. Mówi o sobie "Człowiek kroczący po drodze niebios i władca wszystkiego" (天の道を行き、全てを司る男 Ten no michi wo iki, subete wo tsukasadoru otoko).

- Arata Kagami (jap. 加賀美 新 Kagami Arata) / Kamen Rider Gatack (jap. 仮面ライダーガタック Kamen Raidā Gatakku) – drugi główny bohater, kąpany w gorącej wodzie agent organizacji Zect oraz syn jej szefa, z którym ma dość nieprzyjazne relacje. Ma 21 lat. Kagami i Tendō pierwszy raz się spotkali, kiedy temu pierwszemu złodziej ukradł portfel. Jego brat Ryō został zabity przez Robala i wtedy pogorszyły się stosunki między synem a ojcem. Kagami pracuje w Bistro LaSalle z Hiyori, która okazuje się być siostrą Sōjiego. Chciał zostać Kabuto,  jednak Zecter dostał się w ręce Tendō. Kagamiego bardzo fascynowała współpraca z Yagurumą, który miał zdolność do przekształcenia się w Kamen Ridera TheBee. Kiedy Yaguruma traci TheBee Zecter, Kagami dąży do jego zdobycia by walczyć u boku Tendō, co ostatecznie mu się udaje. Jednak gdy Zect wydaje mu polecenie zlikwidowania Kabuto, Kagami ostatecznie odrzuca TheBee. Kiedy Zect organizuje konkurs na nowego Ridera - Gatacka - Kagami dowiaduje się, ze organizacja postanowiła zlikwidować siedlisko Robali w którym spotkał malego chłopca i postanawia okiełznać Zecter aby go uratować, jednak odnosi ciężkie rany. Kiedy okazuje się, że chłopiec jest Robalem, Zecter postanawia uznać Kagamiego za swojego pana, czyniąc go Gatackiem. Po pewnym czasie okazuje się, że Arata został wybrany na Gatacka przez swojego ojca przed swoimi narodzinami, podobnie jak Tendou na Kabuto. Kagami dowiaduje się o planach Zect odnośnie do ludzkości i postanawia przeciwstawić się organizacji. Po pokonaniu Nogiego i Nativów Kagami zostaje policjantem. Według Tendō jego nazwisko znaczy "Człowiek, który codziennie myje przed lustrem swoją twarz".

- Sō Yaguruma (jap. 矢車 想 Yaguruma Sō) / Kamen Rider TheBee (jap. 仮面ライダーザビー Kamen Raidā Zabī) / Kamen Rider Kick Hopper (jap. 仮面ライダーキックホッパー Kamen Raidā Kikkuhoppā) – pierwszy TheBee i dowódca specjalnej grupy Zecttrooperów zwanej Oddziałem Cieni. Yaguruma w swoim zespole wprowadził zasadę "Perfekcyjnej Harmonii" polegającą na wzajemnym wspieraniu się przez członków oddziału miał wspierać drugiego. Kiedy okazało się, że Tendou przewyższa go we wszystkim, włącznie w walce z Robalami, Yaguruma ogarnięty był chęcią zemsty do tego stopnia, że przestał go obchodzić los swoich podwładnych, wskutek czego TheBee Zecter opuścił go i trafił w ręce Kagamiego. Kiedy i ten go utracił, Yaguruma starał się go odzyskać, jednak nowym TheBee okazał się być Kageyama. Yaguruma wycofał się w cień i powrócił dopiero w odcinku 33. Zmienił swoje podejście do życia - odrzucił  Perfekcyjną Harmonię, a jego nowym celem stało się "dojście do piekła". W nieznany sposób wszedł w posiadanie dwóch Hopper Zecterów, z których jednego używa do transformacji w Kick Hoppera, a drugiego dał wyrzuconemu z Zect Kageyamie. Po zabiciu Kageyamy chce odejść z tego świata, odwraca się od drogi piekła i w końcu umiera.

- Shun Kageyama (jap. 影山 瞬 Kageyama Shun) / Kamen Rider TheBee (jap. 仮面ライダーザビー Kamen Raidā Zabī) / Kamen Rider Punch Hopper (jap. 仮面ライダーパンチホッパー Kamen Raidā Panchihoppā) – członek oddziału Cieni, przyboczny Yagurumy. Stara się zaimponować swoim przełożonym wykonując ich rozkazy w sposób bezwzględny i często niemoralny, nawet narażając życie innych. Żywi niechęć do Kagamiego odkąd Yaguruma przyjął go do oddziału mimo jego niewielkiego doświadczenia. Ostatecznie Kageyama staje się trzecim i najdłużej działającym TheBee po tym jak Kagami porzucił Zecter. Mimo iż z tego tytułu formalnie jest przywódcą Cieni, okazuje się być kiepskim liderem gotowym stawiać swoje ambicje ponad drużynę. Za sprawą powrotu Yagurumy jako Kick Hoppera i pokonania przez niego Robali z którymi Kageyama miał problem, traci on TheBee Zecter na rzecz Tendō, po czym w brutalny sposób zostaje wyrzucony z Zect przez swych towarzyszy. Odnajduje go Yaguruma, który daje mu drugi Hopper Zecter, czyniąc go Punch Hopperem i jego wspólnikiem w drodze do piekła. Jednak gdy nowy plan złych Native’ów wchodzi w życie Kageyama ubiera wisiorek, który zmienia go w Robala. Z własnej woli zostaje zabity przez swojego partnera, który po tym odwraca się od drogi piekła i również umiera.

- Daisuke Kazama (jap. 風間 大介 Kazama Daisuke) / Kamen Rider Drake (jap. 仮面ライダードレイク Kamen Raidā Doreiku) – niezależny podróżnik-makijażysta. Zarabia na życie robieniem makijaży. Podróżował wraz z napotkaną dziewczynką, która straciła pamięć i którą nazwał Gon. W jednym z odcinków Daisuke został sklonowany przez Robala i czwórka Riderów o mały włos nie zabiła oryginału. Jednak Gon wiedziała który jest prawdziwy i daje mu Zecter. Kagami i Tendō uważają, że nie powinien opiekować się dziećmi. Po tragedii z Reną, którą kochał i musiał zabić, Daisuke przestaje działać jako Rider, oddaje Tendou Drake Zectera, odchodzi wraz z Gon i wraca dopiero w ostatnim odcinku.

- Tsurugi Kamishiro (jap. 神代 剣 Kamishiro Tsurugi) / Kamen Rider Sasword (jap. 仮面ライダーサソード Kamen Raidā Sasōdo) – bogacz, potomek angielskiego rodu Discabil oraz podopieczny Jīyi. W jego sercu jest wielka rana po stracie siostry, która została zabita przez Robala Skorpiona, przez co zdecydował się wytępić je wszystkie. Tak naprawdę śmierć poniósł wtedy także prawdziwy Tsurugi. Robal-zabójca przybrał jego postać, jednak utracił przez to pamięć i świadomość bycia Robalem, o czym Jīya nie chciał mu powiedzieć. Choć podobnie jak Tendō uważa się za najlepszego człowieka na świecie, ze względu na swoje wychowanie jest infantylny i nie potrafi odnaleźć się w społeczeństwie. Aby zacząć zachowywać się jak wszyscy inni, Tsurugi "zaprzyjaźnia się" z Kagamim a także podejmuje pracę w budce z ramenem by spłacić zobowiązania. Po pewnym czasie zakochał się w Misaki, która z początku nie żywiła do niego uczuć, jednak obydwoje zbliżyli się do siebie podczas świąt Bożego Narodzenia. Ostatecznie Tsurugi poznaje prawdę o sobie i z własnej woli ginie z ręki Tendō w odcinku 46, ku rozpaczy Misaki.

- Sōji Kusakabe (jap. 日下部 総司 Kusakabe Sōji) / Kamen Rider Dark Kabuto (jap. 仮面ライダーダークカブト Kamen Raidā Dāku Kabuto) – klon Tendō. Pierwotnie był on człowiekiem, jednak został porwany przez ludzi Mishimy i na skutek eksperymentów zmieniony w Native’a aby posłużyć jako królik doświadczalny przy testowaniu Hiper Zectera. W końcu został uwolniony przez Hiyori i na dodatek przeniósł ją do innego wymiaru. Na ratunek przybył prawdziwy Tendō, który ją uratował. W ostatnim odcinku Dark Kabuto pomaga pokonać ostatniego Nativa – Negishiego wbiegając w ogień mówiąc przy tym, że Kagami i Tendō mają bronić Ziemi. Jego nazwisko (w przekładzie w stylu Tendō) znaczy "Władca ziemi". Oficjalnie nie posiada on nazwiska, jednak dla odróżnienia od pierwowzoru fani zaczęli go określać prawdziwym nazwiskiem Tendō.

### Inni
- Hiyori Kusakabe (jap. 日下部 ひより Kusakabe Hiyori) – Młodsza siostra Tendō, która jest Robalem. Należy jednak do niegroźnej odmiany nazywanej "Native". Sama nie umie się stać Robalem, pomaga jej w tym zielony kamień. Zagadka dlaczego Sōji i Hiyori są rodzeństwem polega na tym, że rodzice Sōjiego zostali zabici przez Robale, które się do nich upodobniły. Okazało się, że niedługo miała się urodzić Hiyori. Sōji został zaadoptowany przez swoją babkę i zmienił nazwisko z Kusakabe na Tendō. Po ataku meteorytu na Shibuyę Tendō odnalazł "rodziców" Hiyori, lecz ta nie chciała by ich zabił. Prawda wychodzi na jaw, gdy Hiyori znalazła fotografię rodziców Sōjiego, którzy wyglądali jak jej rodzice. Hiyori uwolniła klona Sōjiego, który zabrał ją w inny wymiar. Potem właściwy Sōji ratuje swoją siostrę. Na koniec Hiyori ponownie pracuje w Bistro LaSalle.

- Jūka Tendō (jap. 天道 樹花 Tendō Jūka) – Młodsza siostra Tendō. Naprawdę jest jego kuzynką. Zamieszkała z nim w domu jego babki.

- Riku Kagami (jap. 加賀美 陸 Kagami Riku) – Ojciec Araty i Ryō. Lider ZECT-u. 35 lat wcześniej wraz z Native’ami stworzył Zectery i wybrał nienarodzonego Aratę na Gatacka oraz inne osoby na pozostałych Riderów. Arata nie lubi go z powodu zniknięcia swojego brata – Ryō, który został naprawdę zabity przez Robala. Wygłasza swoje przemyślenia podobnie jak Jiya oraz babka Tendō, tyle, że na bazie Biblii. Oprócz dowodzenia ZECT-em jest szefem policji.

- Masato Mishima (jap. 三島 正人 Mishima Masato) – drugi lider ZECT-u. Użył TheBee Zectera w 16 odcinku. Okazało się, że dla niego ważniejszy jest własny interes niż ludzie. Jest dwulicowy i zły. Po wprowadzeniu planu Negishiego zmienia się w Worma i zostaje liderem ZECT-u po ojcu Kagamiego. Został zniszczony przez Kagamiego i Tendō.

- Yuzuki Misaki (jap. 岬 祐月 Misaki Yuzuki) – Współpracuje razem z Kagamim i Tadokoro. Pracuje dla ZECT. Jej ukochanym był Tsurugi. Po jego śmierci wraz z Jīyą założyła Fundację Kamishiro wspierającą kucharzy japońskich.

- Shuichi Tadokoro (jap. 田所 修一 Tadokoro Shuichi) – szef Kagamiego i Misaki. Native, współpracuje z ludźmi aby nie paść ofiarą "agresywnych Robali". Tajemnica Tadokoro wychodzi na jaw dopiero w 41 odcinku. Shuichi pochodzi z rodziny, która ma restaurację z makaronem.

- Negishi (jap. 根岸) – przywódca Nativów. Negishi jest osobą lubiącą frajdę i jest bardzo szanowany w ZECT-ie. Wydaje mu się, że koegzystencja między ludźmi a Native’ami nie istnieje. Postanawia więc wprowadzić swój plan w życie – za pomocą zielonych wisiorków chce zmienić wszystkich ludzi w Nativy i każdego, który mu się przeciwstawi – zabić. Ginie w ostatnim odcinku wraz z Dark Kabutem wbiegając w płomienie.

- Gon (jap. ゴン) / Yuriko Takayama (jap. 高山 百合子 Takayama Yuriko) – Dziewczynka znaleziona przez Kazamę. Są nieodłącznym duetem. Jest chora na amnezję. Po pewnym czasie odzyskuje pamięć i wraca do matki, jednak ostatecznie decyduje się podróżować z Daisuke.

- Jīya (jap. じいや) – służący i mentor Tsurugiego, a także jedna z najbliższych mu osób. Tsurugi często powtarza jego kwestie (podobnie jak Tendō powtarza słowa swojej babci). Jīya od samego początku znał prawdę o Tsurugim, jednak postanowił zaopiekować się przemienionym w niego Robalem aby zachować ciągłość jego rodu, o czym jako pierwszy dowiedział się Kagami. Poza tą tajemnicą, Jīya ukrywa przed Tsurugim fakt ogromnych długów jakie on i jego ród zaciągnął. Jest przez Tendō uważany za najlepszego kucharza, gdyż nawet jego dania nie są w stanie dorównać daniom Jīyi. Ma brata bliźniaka, który nauczył Sōjiego, że nie wszystko można ugotować. Po śmierci Tsurugiego, Jīya wraz z Misaki założyli fundację wspierającą kucharzy w całej Japonii.

- Rena Mamiya (jap. 間宮 麗奈 Mamiya Rena) - pierwsza przywódczyni Robali, która upodobniła się do śpiewaczki. Podobnie jak Tsurugi, Rena nie wie, że jest Robalem. Rena-człowiek była dziewczyną o dobrym sercu chcącą pomagać ludziom i śpiewać w operze. Jednak Rena-Robal początkowo była inna i diametralnie różniła się charakterem od pierwowzoru - była przebiegłą i sprytną osobą. To ona zleciła porwanie Juki. W swej prawdziwej formie jest naprawdę silnym przeciwnikiem i pierwszym z Robali, który potrafił stawić czoła Tendou. Rena zabija Kagamiego, ale gdy Tendou cofa czas za pomocą Hiper Zectera i staje się Hiper Kabutem, Kagami przetrwał, zaś Rena została ostatecznie pokonana przez Tendou. Mimo to prawdziwa twarz Reny ujawnia się pod wpływem Daisuke, który był ostatnim, co słyszał jej śpiew. Niestety, kres ich relacji następuje w 40 odcinku, kiedy to Drake zostaje zmuszony do zabicia jej. Nie mogąc pogodzić się ze stratą Reny Daisuke przestaje być Riderem i oddaje swój Zecter Tendou. Na jej miejsce wszedł Reiji Nogi.

- Renge Takatori (jap. 高鳥 蓮華 Takatori Renge) – nowicjuszka w ZECT, gdy Tendō pod przybranym nazwiskiem dołączył do ZECT, Renge stała się jego podopieczną. Po pokonaniu Negishiego dołączyła do Hiyori i rozpoczęła pracę w bistro.

- Reiji Nogi (jap. 乃木 怜治 Nogi Reiji) – jeden z przywódców armii Robali, przejął zwierzchnictwo nad nimi po śmierci Reny Mamiyi. W pierwszej fazie rozwoju miał możliwość zatrzymywania czasu. Został pokonany przez Kabuta lecz powrócił w innej formie. W nowym wcieleniu mógł absorbować moce innych Robali oraz Riderów. Zneutralizowany potrójnym kopnięciem Kabuta, Gatacka i Kick Hoppera został ponownie pokonany przez Tendō. Powrócił w trzeciej formie, w której był zdolny do rozdwojenia się. Tsurugi odkrywszy, że jest Robalem, przejął nam Nogim kontrolę za pomocą trucizny. Pierwsza kopia Nogiego została zniszczona przez Kagamiego a druga przez Hopperów.

## Świat Kabuta wKamen Rider Decade
Podobnie jak pozostałe 8 serii Riderów z lat 2000-2008, Kamen Rider Kabuto został zaadaptowany w Decadzie. Imiona bohaterów (jak i aktorzy oraz akcja) zostały zmienione. Decade może zmienić się w Kabuta (formę Ridera) za pomocą karty Kamen Ride. Posiada również inne karty z Kabutem (jego ataki, broń i formy).
- Sōji – młody człowiek, który dostał możliwość korzystania z systemu ZECT-u. Może się zmieniać w Kabuta, jednak ma problemy z Clock Upem, co powoduje, że ZECT traktuje go z pogardą.
- Arata – może używać Gatacka. Członek ZECT-u, jedyny, który traktuje i broni Sōjiego jak kolegę. Kiedy widzi Otogiriego z Mayu, staje po jego stronie. Potem odkrywa, że on i cały ZECT byli pionkami Otogiriego.
- Robal Mszyca – upodobnił się do Sōjiego i przyjął imię Sou Otogiri. W walce z Sōjim stracił oko. Może zmieniać się w TheBee’ego, by zemścić się na Sojim. Ujawnia swoją prawdziwą formę, gdy dowiaduje się, że Mayu i Sōji to rodzeństwo, oraz że jego plan uprowadzenia Kabuta nie wypalił. Został potem zniszczony przez Sōjiego i Tsukasę.
- Babcia – staruszka, która wypowiada swoje poglądy w stylu zen. Babcia Mayu.
- Mayu – dziewczyna, która obwinia Sōjiego o zabicie jej brata. Okazuje się, że jej brat to Robal i także ona jest Robalem.

W Decadzie pojawili się wszyscy Riderzy z Kabuta, jednak w Świecie Sōjiego pojawiają się Kabuto, Gatack i TheBee. W jednym z pierwszych odcinków pojawiają się Kageyama z Yagurumą jako Hopperzy. Podczas akcji serialu, Kamen Rider Diend wzywa resztę Riderów z uniwersum Kabuta:
- w świecie Agita wzywa Drake’a do walki z Grongi.
- w świecie Den-a wzywa Sasworda do walki z opętanym przez Momotarosa Yuusuke. W tym samym świecie wzywa Kamen Rider Caucasusa jako ciało dla Kintarosa.
- w świecie RX wzywa Hercusa i Ketarosa do zatrzymania Decade’a.

Dark Kabuto pojawia się w świecie Ciemnych Riderów.

## Słowniczek

### Zecter
Inna nazwa to Masked Rider System. Jest to urządzenie pozwalające zmienić się w Ridera. Wyprodukowane przez ZECT, każdy z nich ma swojego właściciela. Wyjątkiem jest TheBee, który miał ich aż czterech i nie ma konkretnego, jednak najdłużej używał go Kageyama.
- Kabuto Zecter: jego właścicielem jest Tendō, który używa go do zmiany w Kabuta. Przypomina japońskiego rohatyńca nosorożca. Aktywuje go Pas Ridera. Tendō czekał na jego przybycie 7 lat. Kagami sądził początkowo, że to on sam jest jego prawowitym właścicielem.

- TheBee Zecter: jedyny Zecter bez właściciela. Najczęściej używał go Kageyama (później użył jednego z dwóch Hopper Zecterów). Pierwszym TheBee był Yaguruma (Kick Hopper), drugim Kagami (Gatack), trzecim Kageyama (Punch Hopper, jednak dłużej działał jako TheBee) oraz Masato Mishima (ukradł Zecter Kageyamie w 16 odcinku). Zasila go Bransoleta Ridera. Przypomina szerszenia. Kageyama stracił go na rzecz Tendō w 34 odcinku, jednak w 44 odcinku użył go ponownie, ale został szybko pokonany przez Nogiego i wrócił do Hopper Zectera.

- Drake Zecter: jego właścicielem jest Daisuke, który posiada Uchwyt Ridera na którym ląduje Zecter. Pozwala mu to zmienić się w Drake’a. Przypomina ważkę. Może też służyć do obrony jako pistolet.

- Sasword Zecter: jego panem jest Tsurugi, który posiada Miecz Ridera bez jelca, którym jest właśnie Sasword Zecter. Podobnież, jak Pistolet Ridera Daisukego, Tsurugi używa go do obrony. Przypomina skorpiona.

- Gatack Zecter: używa go Kagami od 21 odcinka. Bardzo podobna technologia do Kabuto Zectera (mniej więcej taka sama, Gatack ma identyczne zdolności jak Kabuto). Zasila go Pas Ridera (taki sam, jak Tendō). Próbował go zdobyć Tadokoro. Przypomina jelonka rogacza.

- Hopper Zecter: 2 takie same Zectery z jednej strony brązowe a z drugiej zielone. Używają ich Yaguruma i Kageyama, którzy wcześniej używali The Bee. Różnica między transformacjami w Hopperów jest taka, że każdy z nich zakłada je odwrotną stroną (Yaguruma zieloną a Kageyama brązową). Pas Hopperów jest identyczny z pasami TheBee’ego, Drake’a i Sasworda, ale w przeciwieństwie do nich zapinka otwiera się. Te Zectery przypominają koniki polne.

- Kabutech Zectery: są trzy – Ketaros, Caucasus i Hercus. Caucasusa używa Kurosaki (złoty Rider). Przypomina rohatyńca kaukazkiego. Hercusa ma Oda (siwy Rider). Przypomina rohatyńca herkulesa. Ketarosa ma Yamato (brązowy Rider). Przypomina rohatyńca centaura. Stworzone są przez NeoZect (przeciwieństwo ZECT). Wszyscy ci Riderzy zginęli przez Sōjiego. Zasilają je Bransolety Riderów.

- Dark Kabuto Zecter: czarna wersja Kabuto Zectera, która umożliwia Kusakabe zmianę w Dark Kabuto. Posiada identyczne zdolności jak prawdziwy Kabuto. Prawdopodobnie może obsłużyć system Hiper Zectera, ponieważ Kusakabe był królikiem doświadczalnym do opanowania jego mocy.

- Hiper Zecter: specjalny Zecter umożliwiający Tendō zmianę w Hiper Kabuto. Jest podobny do Kabuto Zectera, ale jest siwy a jego róg przypomina dźwignię. Kagami używa go tylko w filmie OVA – "Narodziny Hyper Gatacka" i zmienia się w Hiper Gatacka. W filmie "God Speed Love" Kurosaki/Caucasus używa Hiper Zectera jako swojej broni.

- Ostateczny Zecter: specjalna broń używana przez Tendō w formie Hiper, która posiada dwa tryby- miecza i działa. Cechą charakterystyczną Ostatecznego Zectera jest to, że może on niezależnie od swej postaci połączyć się z Zecterami należącymi do Drake’a, The Bee’ego i Sasworda, albo z jednym z nich, albo ze wszystkimi naraz.

### Cast off
Tryb Ridera (następna forma). Riderzy pozbywają się zbroi i zmieniają tryb z Zamaskowanego na Ridera. Daje Riderom nowe możliwości. Każdy z nich ma określone właściwości. Każdy Rider inaczej go aktywuje.
- - Kabuto: Tendō przechyla róg Kabuto Zectera z lewej na prawą stronę. Na tej samej zasadzie działa Dark Kabuto Zecter.
    - Dźwięk: "CHANGE BEETLE"

  - TheBee: użytkownik obraca żądło TheBee Zectera tak, by było na górze.
    - Dźwięk: "CHANGE WASP"

  - Drake: Daisuke pociąga za kurek (sprzączkę ładującą bębenek w rewolwerze).
    - Dźwięk: "CHANGE DRAGONFLY"

  - Sasword: Tsurugi prostuje żądło Sasword Zectera.
    - Dźwięk: "CHANGE SCORPION"

  - Gatack: Kagami przechyla rogi Gatack Zectera do tyłu.
    - Dźwięk: "CHANGE STAG BEETLE"

Hoppery nie posiadają Cast Off, ponieważ dźwięk wydobywa się tuż po transformacji. Kick Hopper mówi "CHANGE KICK HOPPER", a Punch Hopper mówi "CHANGE PUNCH HOPPER". Kabutech Zectery, pojawiające się w filmie też nie mają Cast Off. Wszystkie mówią tak samo "CHANGE BEETLE".

### Native
Nativy to inny rodzaj Robali. Przybyli na ziemię w roku 1971 by ostrzec Ziemian przed Wormami. Pomogli im stworzyć Zectery.

### Perfekcyjna Harmonia
Po japońsku "Kanzen Chōwa". To zasada wyznawana przez członków elitarnego oddziału ZECT-u – Cieni, jak i jego przywódcy – TheBee. Polega na tym, że każdy członek załogi Cieni jest dla siebie jak brat – jeden pomaga drugiemu. Zapoczątkował ją Sou Yaguruma, który po odejściu z ZECT-u przestał ją wyznawać. Potem do tego pociągnął Shuna Kageyamę, który i tak wcześniej stracił TheBee na rzecz Tendō. Obydwaj zostali Hopperami i zdecydowali się podążać do Piekła.

## Odcinki
1. Najsilniejszy człowiek (最強男 Saikyou otoko)
2. Podwójna przemiana (初２段変身 Hatsu ni-dai henshin)
3. Jestem sprawiedliwością (俺が正義！！ Ore wa seigi!!)
4. Wyznanie miłości (愛を説く！！ Ai wo toku)
5. Rozkaz pojmania (捕獲指令 Hokaku shirei)
6. Mój kwiat (オレ様の花 Ore-sama no hana)
7. Drugi Rider (２号新登場 Nigou shin toujou)
8. Wściekłe tofu (怒れる豆腐 Ikareru toufu)
9. Wściekła pszczoła (蜂の乱心！！ Hachi no ranshin)
10. Nie jesteśmy przyjaciółmi (友じゃねぇ Tomo ja nee)
11. Impreza wre (合コン燃ゆ Goukon moeyu)
12. Cięcie tysiąca makijażystów (化粧千人斬 Kesshou sennin giri)
13. Drużyna rozwiązana (チーム解散 Chiimu kaisan)
14. Powraca powrót powrotu  (裏の裏の裏 Ura no ura no ura)
15. Doktor potworów (怪人名医！？ Kaijin meii)
16. Niemożliwa burza (まさかの嵐 Masaka no arashi)
17. Przywrócone wspomnienia (甦る記憶！！ Yomigaeru kioku)
18. Żegnaj Gon (さらばゴン・・・ Saraba Gon...)
19. Skorpion-milioner (さそり富豪 Sasori fugou)
20. Nie, Jiiya? (ねぇじいや？ Nee Jiiya)
21. Kontra rogacz (ＶＳクワガタ Tai kuwagata)
22. Narodziny specjalnego składu (誕生特別編 Tanjou tokubetsuhen)
23. Zagadka + zagadka = X  (謎＋謎＝Ｘ Nazo tasu nazo wa Ekkusu)
24. Droga ramen (ラーメン道 Raamen dou)
25. Dumny poszukiwacz (驕る捜査線 Ogoru sousasen)
26. Miłość, która wstrząsnęła Ziemią (激震する愛 Gekishin suru ai)
27. Ja zabójcą?! (俺！？殺人犯 Ore!? Satsujihan)
28. Czemu zginął?! (なぜ！？絶命 Naze!? Zetsumei)
29. Kuchnia mroku (闇キッチン Yami kitchin)
30. Test zupy miso (味噌汁昇天 Misoshiru shouten)
31. Szokująca prawda (衝撃の事実 Shougeki no jijitsu)
32. Układanka rozwiązana (解ける謎！！ Tokeru nazo)
33. Raczkująca pomocniczka (萌える副官 Moeru fukukan)
34. Super ewolucja (砕け超進化 Kudake chou shinka)
35. Bracia z piekła rodem (地獄の兄弟 Jigoku no kyoudai)
36. Brawura czerwonych trzewików (赤い靴暴走 Akai kutsu bousou)
37. Opowieść o duchu w szkole (学校の怪談 Gakkou no kaidan)
38. Niebezpieczna siostrzyczka (あぶない妹 Abunai imouto)
39. Czarny żuk (強敵黒カブ Kyouteki kuro Kabu)
40. Najsmutniejsza walka (最大の哀戦 Saidai no aisen)
41. Najsilniejszy pokonany (敗れる最強 Yabureru saikyou)
42. Najgorszy terror kontra najgorszy strach (最凶ｖｓ最恐 Saikyou tai saikyou)
43. Do tego dążymy (俺を狙う俺 Ore wo nerau ore)
44. Z kim będziesz żyć (生きるとは Ikiru to wa)
45. Świąteczne trzęsienie (Ｘマス激震 Kurisumasu gekishin)
46. Żegnaj Tsurugi (さらば剣！！ Saraba Tsurugi)
47. Przygotowanie do ostatecznej walki (最終章突入 Saishuushou totsunyuu)
48. Tendou ginie (天道死す！！ Tendou shisu!!)
49. Droga niebios (天の道 Ten no michi)

## Obsada
- Sōji Tendō, Sōji Kusakabe: Hiro Mizushima
- Arata Kagami: Yūki Satō
- Hiyori Kusakabe: Yui Satonaka
- Shuichi Tadokoro: Yoshiyuki Yamaguchi
- Yuzuki Misaki: Anna Nagata
- Juka Tendō: Natsumi Okumura
- Sou Yaguruma: Hidenori Tokuyama
- Shun Kageyama: Masato Uchiyama
- Daisuke Kazama: Kazuki Katō (także Shirō Kazami w Kamen Rider: The Next)
- Gon: Airu Kanzaki
- Tsurugi Kamishiro: Yūsuke Yamamoto
- Jiya, bliźniak Jiyi: Yasukiyo Umeno
- Rena Mamiya: Hitomi Miwa
- Renge Takatori: Yuka Teshima
- Masato Mishima: Tomohisa Yuge (także Gorō Yura w Kamen Rider Ryuki)
- Reji Nogi: Taku Sakaguchi